# Lego Pirates

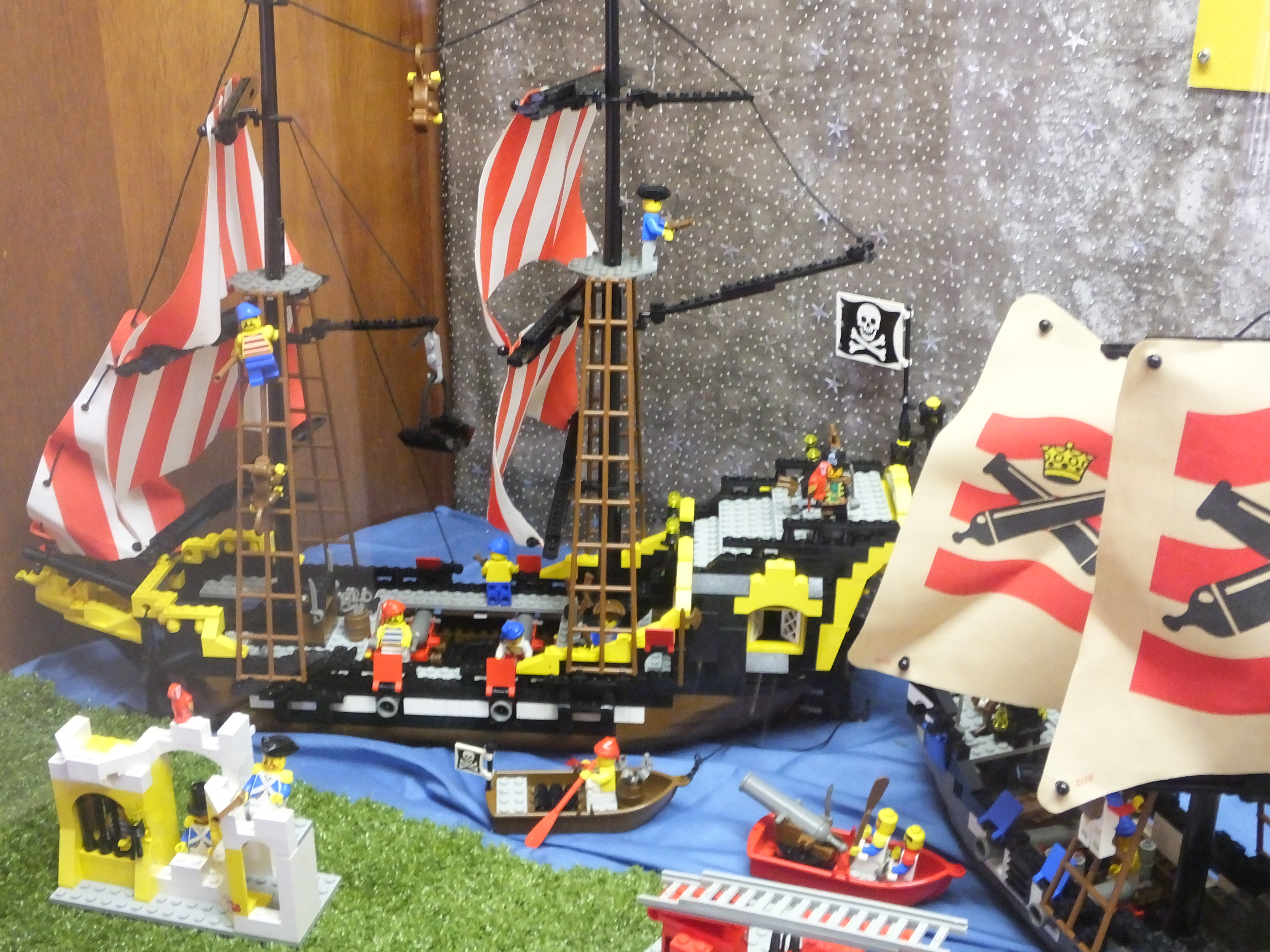
Lego Pirates, różne zestawy

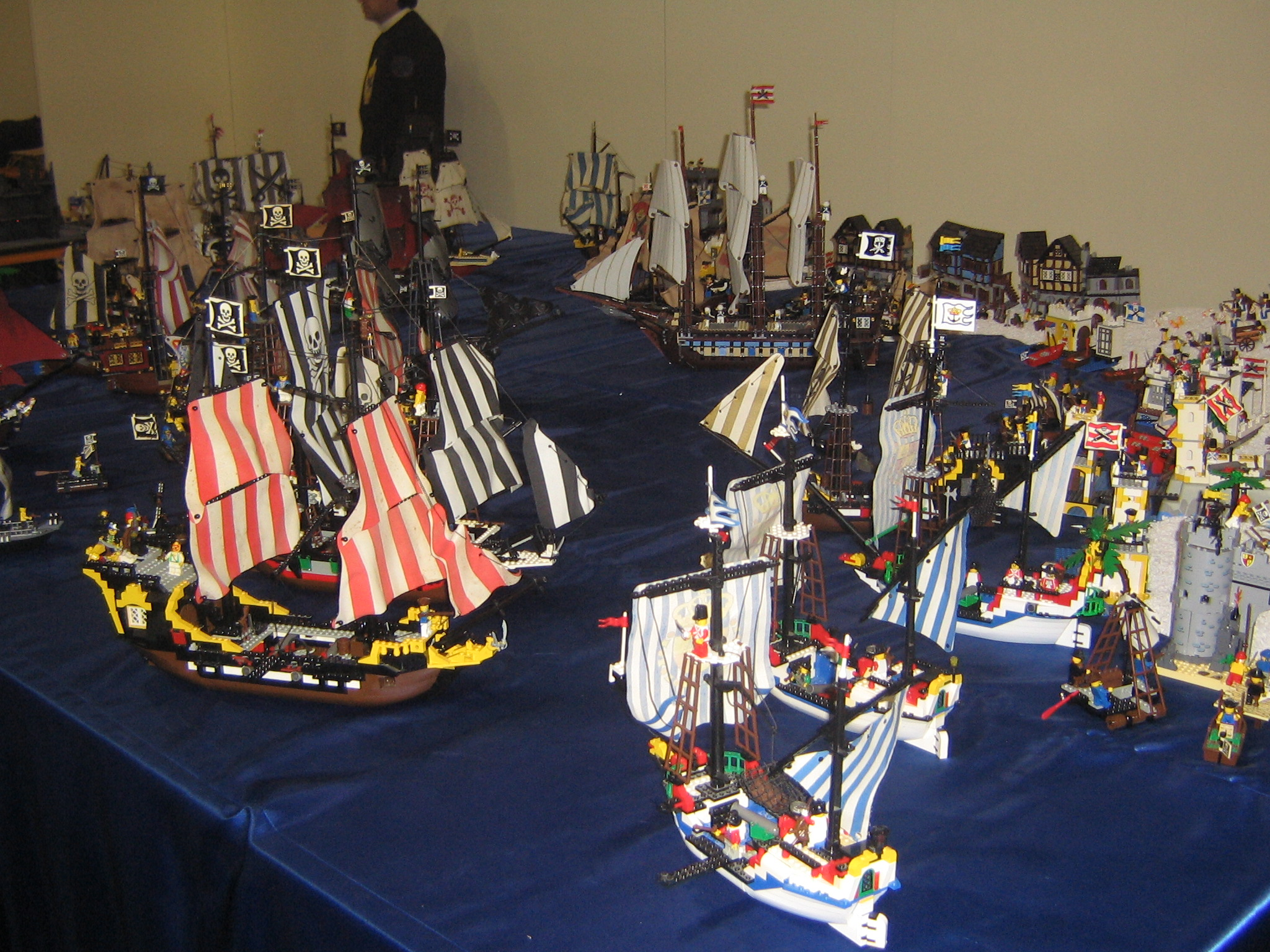
Lego Pirates, różne zestawy

Lego Pirates – serie klocków produkowane przez Lego związane z tematem piratów, żołnierzy i wyspiarzy. Pierwszy raz nazwa ta została użyta z zestawami w 1989 roku i seria dostępna była z przerwami w latach 1989–2015 ukazało się w sumie pięć edycji.

## Opis
Była to pierwsza seria tematyczna w której minifigurki Lego miały nie tylko dwoje oczu i uśmiech ale też charakterystyczne dla tematu drukowane cechy takie jak włosy, opaski na oko, brody, wąsy oraz w zastępstwie zwykłych części ciała dodano specjalne: haki zamiast dłoni czy drewniane nogi u piratów. Poza piratami, pierwsza edycja z 1989 roku wprowadzała do serii Żołnierzy Gubernatora w niebiesko-białych mundurach, który mieli walczyć z piratami. W latach 1992-1993 Żołnierzy Gubernatora stopniowo zastępowano figurkami ubranymi w czerwono-białe mundury. Wyspiarzy wprowadzono w 1994 roku. Seria też czasowo zrobiła miejsce dla licencjonowanych produktów Lego Piraci z Karaibów, opartych na serii filmów o tej samej nazwie, lecz jak na razie Lego Piraci ukazali się po raz ostatni w 2015 roku.

## Edycje i zestawy
Edycje tematu Lego Piraci:
- Pierwsza: 1989 – 1997
- Druga: 2001 – 2002
- Trzecia: 2004
- Czwarta: 2009 – 2010
- Piąta: 2015

W tym okresie wydano w sumie 84 numerowane zestawy.